# Kościół Najświętszego Serca Pana Jezusa w Żarach
Kościół pw. Najświętszego Serca Pana Jezusa w Żarach – rzymskokatolicki kościół parafialny w Żarach, w województwie lubuskim. Należy do dekanatu Żary diecezji zielonogórsko-gorzowskiej.

## Historia
Nazywany jest farą, ponieważ był to główny kościół miasta i opiekowały się nim bractwa cechowe. Na zwornikach sklepienia kruchty zachodniej można znaleźć pozostałości gmerków cechowych. Świątynia budowana była od XIII do XVI wieku. Budowla często była niszczona i odbudowywana. W 1944 został zniszczony przez nalot bombowy. W latach 1524–1945 należał do protestantów.

## Architektura
W pomieszczeniu na północ od prezbiterium zachowały się elementy romańskie. Gotycka architektura kościoła jest podkreślona przez ostrołukowe portale i strzeliste okna, przypory oraz schodkowe szczyty zakończone sterczynami i wypełnione blendami. Wnętrze nakryte jest gwiaździstym sklepieniem.